# قرية اليمن بولاية إزكي
 بلدة اليمن  تعد اليمن من أعرق بلدات ولاية ازكي في سلطنة عمان وأشهرها، وأصل تسميتها هو «اليمن» بفتح الياء والميم كما أورد المؤرخون قديما كالسالمي وابن رزيق والسرحني، إلا أن النطق السائد بين أهل البلدة «يمن» بسكون الياء والنون وفتح الميم وذلك نتيجة اللهجة السائدة بين قبائل هذه البلدة كما أورد البهلاني في كتاب «نزهة المتأملين في معالم الازكويين»، وقد سميت بهذا الاسم لأن سكانها القدامى من العرب
اليمانيين وهم القحطانيون ويعود تاريخ هذه القرية إلى ما قبل الإسلام.

## قبائلها
تسكن بلدة اليمن قبائل عربية عمانية هي الدرامكة والبهلانيون والصقور والفزاريون وبنو هشام والمغتسيون والبوعلي والقصاصبة والمناذرة والنحويون والعبيدانيون وأولاد خويطر وأولاد راشد.

## قرى بلدة اليمن
العلم والمصفيا وعين سعنة والقشع والمرية والعقه والحجرة القديمة وعدبي (الصبخة) والبرزي.

## أفلاجها
فلج العلم الذي يعد أعذب أفلاج البلدة بالإضافة إلى أفلاج الملكي والمصفيا والمحدوث.

## وديانها
واديا العلم والمصفيا وكلاهما يصبان في وادي حلفين.

## آثارها
تعد الحجرة القديمة من آثار البلدة ومسجد الجامع القديم الذي يوجد بداخلها بالإضافة إلى ان البلدة بها أربع قلاع وعدة أبراج.

## مساجدها
بالإضافة إلى مسجد الجامع القديم هناك مساجد الفقرية والحديث وعين سعنة ومحمد بن جعفر ومسجد أبي القاسم ومساجد أخرى.

### النشاط الزراعي
يعد النشاط الزراعي النشاط التاريخي لاهل البلدة حيث تتميز بتربتها الخصبة ومياهها العذبة وتشتهر بزراعة النخيل وأشجار الموز والتين والمانجو والسفرجل والليمون..الخ، وبها عدة بساتين كبستان الموز وبستان تقة.

## مجالسها
يوجد بالبلدة مجالس شعبية تحوي أفراح سكانها وأتراحهم أشهرها مجلسي بلدة اليمن القديم والحديث ومجلس النور.